# ماده شیمیایی

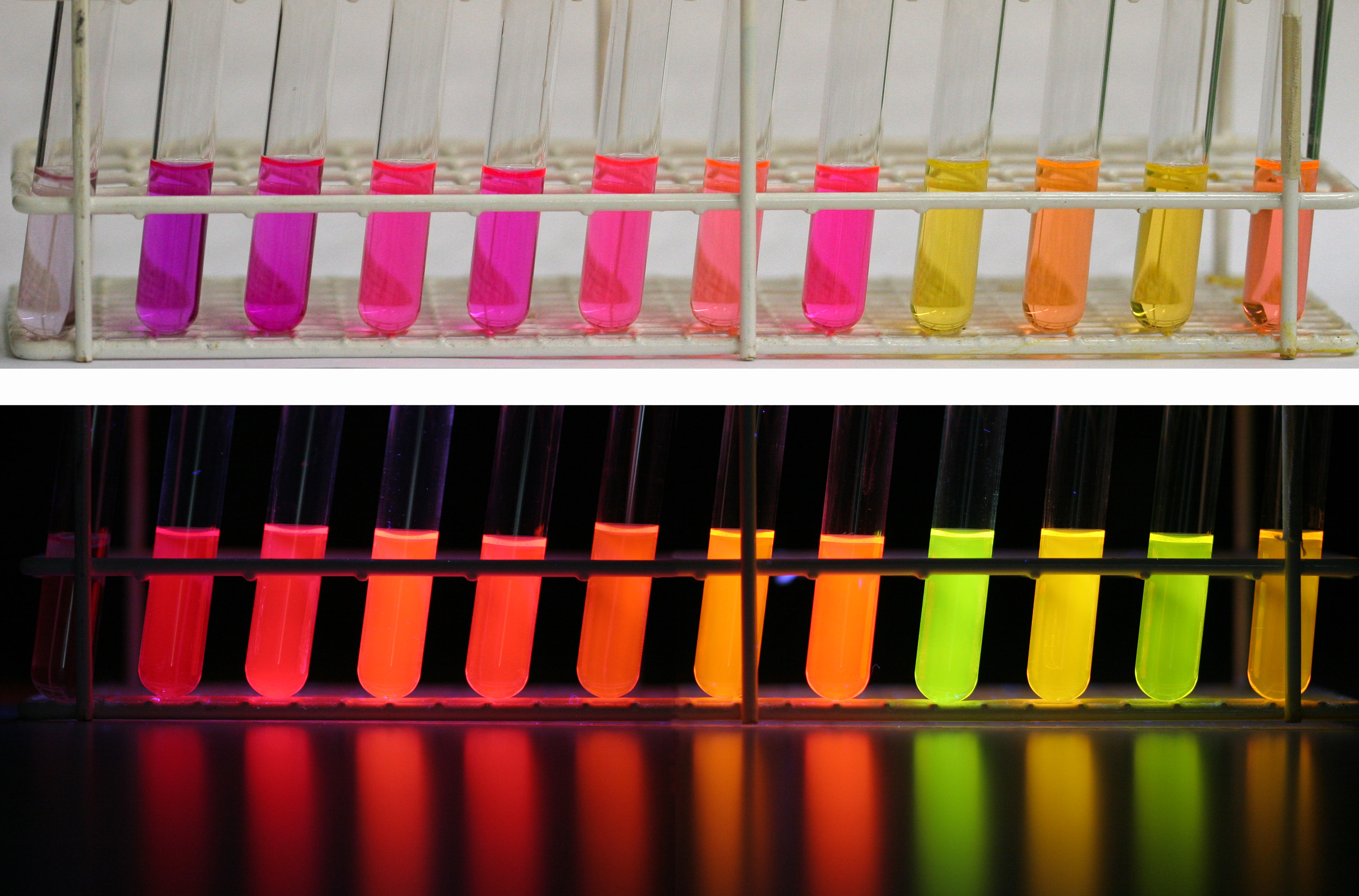
رنگ‌های یک مادهٔ شیمیایی به نام نیل قرمز در حلال‌های مختلف و زیر نور فرابنفش؛ نشان می‌دهد چگونه یک مادهٔ شیمیایی به صورت پویا با حلال محیطش اندرکنش دارد.

مادهٔ شیمیایی حالتی از ماده است که ترکیب شیمیایی و ویژگی‌های ثابتی دارد و نمی‌توان آن را با روش‌های فیزیکی بدون شکستن پیوندهای شیمیایی به اجزاء دیگر تجزیه کرد. مادهٔ شیمیایی می‌تواند یک ماده ساده، ترکیب شیمیایی یا آلیاژ باشد. عنصرهای شیمیایی بسته به تعریف می‌توانند در این تعریف صدق کنند یا نکنند.
به مواد شیمیایی معمولاً نام خالص داده می‌شود تا آنها را از مخلوط جدا کنند. یک نمونهٔ پرکاربرد از مادهٔ شیمیایی، آب خالص است. ویژگی‌های آب چه از یک رودخانه به دست آمده باشد یا در آزمایشگاه ساخته شده باشد در هر دو حالت یکسان است و نسبت بین دو مقدار هیدروژن و اکسیژن در آن تغییر نمی‌کند. از جمله دیگر مواد شیمیایی می‌توان به الماس (کربن)، طلا، نمک (سدیم کلرید) و شکر (ساکارز) اشاره کرد. ناگفته نماد که در عمل هیچ ماده ای صد در صد خالص نیست و میزان پالودگی شیمیایی به کاربرد آن مادهٔ شیمیایی وابسته است. مواد شیمیایی به شکل جامد، مایع، گاز و پلاسما وجود دارند و می‌توانند میان این فازها با تغییر در دما یا فشار جابجا شوند. فرم‌های انرژی مانند نور و گرما، ماده نیستند و در این بحث نمی‌گنجند.

## مواد شیمیایی چیست؟
مواد شیمیایی به هر ماده‌ای گفته می‌شود که دارای ترکیب شیمیایی مشخص و خواص معینی است. این مواد می‌توانند به صورت عناصر خالص مانند اکسیژن (O2) و هیدروژن (H2) یا به صورت ترکیبات شیمیایی مانند آب (H2O) و نمک طعام (NaCl) وجود داشته باشند. مواد شیمیایی بر اساس ترکیب و ساختارشان به دو دسته کلی مواد آلی و مواد غیرآلی تقسیم می‌شوند. مواد آلی عمدتاً شامل کربن هستند و در موجودات زنده یافت می‌شوند، مانند قندها، پروتئین‌ها و چربی‌ها. مواد غیرآلی معمولاً شامل کربن نیستند و شامل موادی مانند نمک‌ها، فلزات و مواد معدنی هستند. مواد شیمیایی در بسیاری از فرایندهای طبیعی و صنعتی نقش دارند و کاربردهای گسترده‌ای در حوزه‌های مختلف از جمله پزشکی، کشاورزی، صنایع غذایی، و تولیدات صنعتی دارند. فهم و کنترل خواص شیمیایی این مواد برای توسعه فناوری‌های جدید و بهبود کیفیت زندگی انسان‌ها بسیار حیاتی است.

### اهمیت مواد شیمیایی
مواد شیمیایی نقش حیاتی و گسترده‌ای در زندگی روزمره و صنعت ایفا می‌کنند. از محصولات بهداشتی و دارویی که سلامت و بهداشت ما را تضمین می‌کنند گرفته تا مواد اولیه‌ای که در تولید محصولات مختلف صنعتی مانند پلاستیک‌ها، رنگ‌ها، و الیاف نساجی استفاده می‌شوند، همگی به مواد شیمیایی وابسته‌اند. در کشاورزی، کودها و سموم شیمیایی به افزایش تولید محصولات کشاورزی کمک می‌کنند و در صنایع غذایی، مواد نگهدارنده و افزودنی‌ها برای حفظ کیفیت و ماندگاری غذاها ضروری هستند. همچنین، در حوزه انرژی، مواد شیمیایی به‌عنوان سوخت‌های فسیلی و در فرایندهای تولید انرژی پاک نقش کلیدی دارند. به‌طور کلی، بدون مواد شیمیایی، بسیاری از نوآوری‌ها و پیشرفت‌های صنعتی و تکنولوژیکی که بهبود کیفیت زندگی انسان‌ها را فراهم کرده‌اند، غیرممکن می‌بود.

## تاریخچه مواد شیمیایی
مواد شیمیایی از آغاز تمدن بشری نقش اساسی در توسعه و پیشرفت جوامع داشته‌اند. از دوران باستان که انسان‌ها به کشف و استفاده از مواد طبیعی مانند نمک، گوگرد و زغال سنگ پرداختند، تا عصر مدرن که با بهره‌گیری از روش‌های پیشرفته سنتز شیمیایی، ترکیبات پیچیده و جدیدی تولید می‌شوند، تاریخچه مواد شیمیایی مملو از کشفیات و نوآوری‌های مهم بوده است.
در اواخر قرن هجدهم، ژوزف پروست، شیمی‌دان فرانسوی، با مطالعه ترکیبات شیمیایی خالص، مفهوم ماده شیمیایی را به طور دقیق تعریف کرد. او به این نتیجه رسید که نسبت عناصر در یک ترکیب شیمیایی خالص همواره ثابت است؛ نظریه‌ای که امروزه به نام قانون نسبت‌های معین شناخته می‌شود. این کشف اساسی مسیر توسعه شیمی مدرن را هموار کرد.
با پیشرفت روش‌های سنتز شیمیایی، به ویژه در حوزه شیمی آلی، و کشف بسیاری از عناصر شیمیایی، تکنیک‌های جدید تجزیه شیمیایی به کار گرفته شدند. این تکنیک‌ها که برای جداسازی و تصفیه عناصر و ترکیبات از مواد شیمیایی مورد استفاده قرار می‌گرفتند، منجر به پیشرفت‌های قابل توجهی در علوم شیمی شدند.

## انواع مواد شیمیایی
معمولا مواد شیمیایی به دو دسته اصلی تقسیم می‌شوند.

### مواد آلی و غیرآلی
مواد آلی: مواد آلی عمدتاً شامل کربن هستند و معمولاً در موجودات زنده یافت می‌شوند. این مواد شامل ترکیباتی هستند که حاوی پیوندهای کربن-هیدروژن هستند. مثال‌هایی از مواد آلی عبارتند از:
- متان (CH4): یک گاز طبیعی و ساده‌ترین هیدروکربن.
- گلوکز (C6H12O6): یک نوع قند که در گیاهان و موجودات زنده یافت می‌شود.
- اتانول (C2H5OH): یک الکل که در نوشیدنی‌های الکلی و ضدعفونی‌کننده‌ها استفاده می‌شود.

مواد غیرآلی: مواد غیرآلی معمولاً شامل کربن نیستند و شامل موادی مانند نمک‌ها، فلزات و مواد معدنی هستند. این مواد اغلب از منابع غیرزنده مانند زمین به دست می‌آیند. مثال‌هایی از مواد غیرآلی عبارتند از:
- نمک طعام (NaCl): یک ترکیب شیمیایی که به عنوان ماده خوراکی و نگهدارنده استفاده می‌شود.
- آب (H2O): یک مولکول حیاتی که برای تمامی موجودات زنده ضروری است.
- اکسید آهن (Fe2O3): یک ترکیب شیمیایی که در زنگ آهن یافت می‌شود.

### مواد خالص و ترکیبی
مواد خالص: مواد خالص تنها شامل یک نوع مولکول یا اتم هستند و خواص فیزیکی و شیمیایی ثابتی دارند. این مواد می‌توانند به صورت عنصر یا ترکیب باشند.
- عناصر: موادی که از یک نوع اتم تشکیل شده‌اند، مانند اکسیژن (O2) و طلا (Au).
- ترکیبات: موادی که از دو یا چند نوع اتم به نسبت‌های معین تشکیل شده‌اند، مانند آب (H2O) و نمک طعام (NaCl).

مواد ترکیبی: مواد ترکیبی شامل دو یا چند نوع مولکول یا اتم هستند که به نسبت‌های مختلف با هم مخلوط شده‌اند. این مواد به دلیل ترکیب متغیر، خواص متغیری دارند.
- محلول‌ها: مانند محلول نمک در آب که شامل مولکول‌های آب و یون‌های نمک است.
- آلیاژها: مانند برنج که ترکیبی از مس و روی است.
- مخلوط‌های فیزیکی: مانند هوای محیط که شامل گازهای مختلفی چون نیتروژن، اکسیژن و دی‌اکسید کربن است.

این تقسیم‌بندی‌ها به ما کمک می‌کنند تا مواد مختلف را بهتر بشناسیم و از آن‌ها به طور بهینه‌تری در زندگی روزمره و در صنعت استفاده کنیم.

## خواص فیزیکی و شیمیایی

### خواص فیزیکی
- نقطه ذوب: نقطه ذوب دمایی است که در آن یک ماده از حالت جامد به حالت مایع تبدیل می‌شود. به عنوان مثال، نقطه ذوب آب 0 درجه سانتی‌گراد است.
- نقطه جوش: نقطه جوش دمایی است که در آن یک ماده از حالت مایع به حالت گاز تبدیل می‌شود. برای آب، این دما 100 درجه سانتی‌گراد در فشار استاندارد است.
- چگالی: چگالی میزان جرم در واحد حجم یک ماده است و با فرمول ρ=Vm تعریف می‌شود. به عنوان مثال، چگالی آب در دمای اتاق حدود 1 گرم بر سانتی‌متر مکعب است.
- حالت فیزیکی: مواد می‌توانند در حالت‌های جامد، مایع یا گاز وجود داشته باشند. حالت فیزیکی یک ماده بستگی به دما و فشار دارد. برای مثال، آب در دمای اتاق به حالت مایع است، در حالی که یخ در دمای زیر 0 درجه سانتی‌گراد به حالت جامد و بخار آب در دمای بالای 100 درجه سانتی‌گراد به حالت گاز است.

### خواص شیمیایی
- واکنش‌پذیری: واکنش‌پذیری نشان‌دهنده تمایل یک ماده به شرکت در واکنش‌های شیمیایی است. برای مثال، سدیم به شدت واکنش‌پذیر است و با آب واکنش نشان می‌دهد تا هیدروژن و هیدروکسید سدیم تولید کند.
- اشتعال‌پذیری: اشتعال‌پذیری نشان‌دهنده توانایی یک ماده در سوختن در حضور اکسیژن است. اتانول یک ماده اشتعال‌پذیر است و می‌تواند به سرعت آتش بگیرد.
- اسیدیته و بازیت: اسیدیته و بازیت به توانایی یک ماده در آزاد کردن یون‌های هیدروژن (H+) یا هیدروکسید (OH-) در محلول آبی اشاره دارد. اسیدها موادی هستند که یون‌های هیدروژن آزاد می‌کنند، مانند اسید کلریدریک (HCl). بازها موادی هستند که یون‌های هیدروکسید آزاد می‌کنند، مانند سدیم هیدروکسید (NaOH).

## روش های تولید مواد شیمیایی

### تولید صنعتی
تولید صنعتی: تولید مواد شیمیایی در مقیاس صنعتی شامل فرایندهای پیچیده و بزرگی است که به منظور تولید مقادیر زیادی از مواد شیمیایی برای مصارف مختلف انجام می‌شود. برخی از روش‌های متداول تولید صنعتی عبارتند از:
- واکنش‌های شیمیایی بزرگ‌مقیاس: استفاده از راکتورهای شیمیایی برای انجام واکنش‌های شیمیایی در مقیاس بزرگ. به عنوان مثال، تولید آمونیاک از نیتروژن و هیدروژن از طریق فرایند هابر-بوش.
- تقطیر: یک فرایند جداسازی است که بر اساس تفاوت در نقاط جوش اجزای یک مخلوط انجام می‌شود. برای مثال، تقطیر نفت خام به منظور جداسازی اجزای مختلف آن مانند بنزین، دیزل و نفت سفید.
- الکترولیز: استفاده از جریان الکتریکی برای تجزیه ترکیبات شیمیایی به اجزای ساده‌تر. به عنوان مثال، الکترولیز آب برای تولید هیدروژن و اکسیژن.
- پلیمریزاسیون: فرایند ترکیب مونومرها به منظور تولید پلیمرها. برای مثال، تولید پلی‌اتیلن از اتیلن در صنعت پلاستیک‌سازی.

### تولید آزمایشگاهی
تولید آزمایشگاهی: تولید مواد شیمیایی در مقیاس آزمایشگاهی شامل فرایندهای کوچک‌مقیاسی است که معمولاً در محیط‌های تحقیقاتی و آموزشی انجام می‌شود. این روش‌ها معمولاً برای تحقیق و توسعه و تولید مقادیر کمی از مواد استفاده می‌شوند.
- سنتز شیمیایی: انجام واکنش‌های شیمیایی در مقیاس کوچک با استفاده از تجهیزات آزمایشگاهی مانند بشر، ارلن و کندانسور. برای مثال، سنتز آسپرین از اسید سالیسیلیک و انیدرید استیک.
- کروماتوگرافی: یک تکنیک جداسازی است که برای تفکیک و خالص‌سازی ترکیبات شیمیایی استفاده می‌شود. این روش شامل استفاده از ستون‌های کروماتوگرافی و فازهای متحرک و ساکن است.
- کریستالیزاسیون: فرایندی برای خالص‌سازی مواد از طریق ایجاد بلورهای جامد از محلول. این روش معمولاً برای جداسازی مواد خالص از ناخالصی‌ها استفاده می‌شود.
- تیتراسیون: یک روش تحلیلی برای تعیین غلظت یک ماده خاص در یک محلول با استفاده از واکنش با یک محلول استاندارد. این تکنیک در شیمی تحلیلی برای تعیین غلظت‌های دقیق مواد استفاده می‌شود.

این روش‌ها به محققان و مهندسان شیمی امکان می‌دهند تا مواد شیمیایی را در مقیاس‌های مختلف تولید کنند و تحقیقات خود را برای بهبود فرایندهای تولید و کشف مواد جدید انجام دهند. در حالی که تولید صنعتی بر تولید انبوه و کارایی اقتصادی متمرکز است، تولید آزمایشگاهی بیشتر بر دقت، کنترل و توسعه علمی تمرکز دارد.

## کاربردهای مواد شیمیایی

### کاربردهای صنعتی
- صنایع دارویی: مواد شیمیایی نقش اساسی در تولید داروها و محصولات پزشکی دارند. ترکیبات شیمیایی فعال (API) در داروها به منظور درمان بیماری‌ها و بهبود سلامت انسان‌ها استفاده می‌شوند. به عنوان مثال، آسپرین (اسید استیل‌سالیسیلیک) به عنوان یک داروی مسکن و ضدالتهاب شناخته می‌شود.
- کشاورزی: مواد شیمیایی در کشاورزی برای افزایش بازدهی محصولات و کنترل آفات استفاده می‌شوند. کودهای شیمیایی مانند نیترات آمونیوم و اوره برای تقویت رشد گیاهان و افزایش تولید محصولات کشاورزی استفاده می‌شوند. همچنین، سموم شیمیایی مانند حشره‌کش‌ها و علف‌کش‌ها برای کنترل آفات و علف‌های هرز به کار می‌روند.
- صنایع نساجی: مواد شیمیایی در فرایندهای مختلف تولید پارچه‌ها و الیاف نساجی به کار می‌روند. رنگ‌ها و رنگینه‌ها برای رنگ‌آمیزی پارچه‌ها و بهبود ظاهر آن‌ها استفاده می‌شوند. همچنین، مواد شیمیایی برای بهبود ویژگی‌های فیزیکی پارچه‌ها مانند مقاومت در برابر چین‌وچروک و آب‌گریزی به کار می‌روند.
- صنایع پلاستیک و پلیمر: مواد شیمیایی مانند مونومرها برای تولید پلیمرها و پلاستیک‌ها استفاده می‌شوند. پلی‌اتیلن، پلی‌پروپیلن و پلی‌وینیل کلراید (PVC) از جمله پلیمرهای مهمی هستند که در تولید محصولات مختلفی مانند بسته‌بندی‌ها، لوله‌ها و قطعات صنعتی به کار می‌روند.

### کاربردهای خانگی
- مواد شوینده: مواد شیمیایی در تولید مواد شوینده مانند صابون‌ها، شامپوها و مایع‌های ظرفشویی به کار می‌روند. این مواد به منظور تمیز کردن و حذف چربی‌ها و آلودگی‌ها از سطوح مختلف مورد استفاده قرار می‌گیرند. به عنوان مثال، سدیم لوریل سولفات به عنوان یک عامل کف‌کننده در شامپوها و مواد شوینده استفاده می‌شود.
- ضدعفونی‌کننده‌ها: مواد شیمیایی ضدعفونی‌کننده برای کشتن باکتری‌ها، ویروس‌ها و سایر میکروارگانیسم‌های مضر استفاده می‌شوند. الکل‌ها، پراکسید هیدروژن و کلرین از جمله مواد ضدعفونی‌کننده‌ای هستند که در محیط‌های خانگی برای تمیز کردن سطوح و جلوگیری از گسترش بیماری‌ها به کار می‌روند.
- مواد نگهدارنده: مواد شیمیایی نگهدارنده برای افزایش ماندگاری مواد غذایی و جلوگیری از فساد آن‌ها استفاده می‌شوند. این مواد از رشد باکتری‌ها، کپک‌ها و مخمرها جلوگیری می‌کنند. به عنوان مثال، بنزوات سدیم و نیتریت سدیم به عنوان نگهدارنده‌های معمول در صنایع غذایی استفاده می‌شوند.

این کاربردها نشان می‌دهند که مواد شیمیایی چگونه در جنبه‌های مختلف زندگی روزمره و صنایع مختلف حضور دارند و به بهبود کیفیت زندگی و افزایش کارایی محصولات کمک می‌کنند. شناخت و استفاده صحیح از این مواد می‌تواند به توسعه پایدار و ارتقای سطح زندگی انسان‌ها منجر شود.

## ایمنی و محیط زیست

### خطرات
مواد شیمیایی می‌توانند خطرات جدی برای سلامت انسان و محیط زیست ایجاد کنند. برخی مواد شیمیایی قابل اشتعال هستند و در صورت تماس با منابع حرارتی یا جرقه ممکن است آتش‌سوزی یا انفجار ایجاد کنند. همچنین، مواد سمی می‌توانند از طریق استنشاق، بلعیدن یا تماس با پوست به بدن وارد شده و مشکلات حاد یا مزمن سلامتی ایجاد کنند. مواد خورنده مانند اسیدها و بازها می‌توانند باعث سوختگی شدید در پوست و بافت‌های بدن شوند. علاوه بر این، ذخیره‌سازی نامناسب مواد شیمیایی می‌تواند منجر به نشت و آلودگی محیط زیست شود.

### اقدامات ایمنی
برای کاهش خطرات مرتبط با مواد شیمیایی، باید از روش‌های ایمنی مناسب استفاده کرد. این روش‌ها شامل:
- برچسب‌گذاری صحیح: برچسب‌گذاری دقیق و مشخص بر روی ظروف مواد شیمیایی به منظور شناسایی محتویات و خطرات مرتبط با آن‌ها.
- استفاده از تجهیزات حفاظتی شخصی (PPE): استفاده از لباس‌های محافظ، دستکش، عینک ایمنی و ماسک‌ها برای جلوگیری از تماس مستقیم با مواد شیمیایی.
- تهویه مناسب: اطمینان از تهویه مناسب در محیط‌های کاری برای کاهش غلظت بخارات و گازهای سمی.
- ذخیره‌سازی ایمن: ذخیره‌سازی مواد شیمیایی در ظروف مقاوم و در محیط‌های مناسب با دمای کنترل شده و دور از منابع حرارتی و شعله.
- آموزش: آموزش کارکنان در مورد خطرات مواد شیمیایی و روش‌های ایمنی کار با آن‌ها.

### اثرات زیست‌محیطی
مواد شیمیایی می‌توانند اثرات مثبت و منفی بر محیط زیست داشته باشند. برخی از مواد شیمیایی مانند کودها و آفت‌کش‌ها می‌توانند به افزایش تولیدات کشاورزی کمک کنند، اما استفاده نادرست و بیش از حد از آن‌ها می‌تواند منجر به آلودگی خاک و منابع آب شود. همچنین، مواد شیمیایی صنعتی ممکن است باعث آلودگی هوا، آب و خاک شوند و تأثیرات منفی بر اکوسیستم‌ها و حیات وحش داشته باشند.
برای کاهش اثرات منفی مواد شیمیایی بر محیط زیست، باید از روش‌های مناسب استفاده کرد:
- مدیریت پسماند: مدیریت صحیح پسماندهای شیمیایی از طریق بازیافت، استفاده مجدد و دفع ایمن.
- استفاده از مواد شیمیایی سبز: توسعه و استفاده از مواد شیمیایی با تاثیر کمتر بر محیط زیست و سلامت انسان.
- کنترل آلودگی: نصب سیستم‌های کنترل آلودگی در صنایع برای کاهش انتشار مواد شیمیایی مضر به هوا، آب و خاک.
- پایش محیطی: نظارت و پایش مستمر منابع آب، خاک و هوا برای شناسایی و کنترل آلودگی‌های شیمیایی.

با توجه به اهمیت ایمنی و محیط زیست، رعایت دقیق اقدامات ایمنی و مدیریت صحیح مواد شیمیایی می‌تواند به کاهش خطرات و حفاظت از سلامت انسان‌ها و محیط زیست کمک کند.

## بازار مواد شیمیایی
بازار مواد شیمیایی یک بخش حیاتی و پویا از اقتصاد جهانی است که نقش مهمی در تولید و توسعه محصولات متنوع در صنایع مختلف ایفا می‌کند. این بازار شامل تولید، توزیع و فروش مواد شیمیایی به صنایع گوناگون است و به دلیل تنوع کاربردها و نیازهای صنعتی، به یکی از بزرگ‌ترین و پویاترین بازارهای دنیا تبدیل شده است.

### اندازه و رشد بازار
بازار جهانی مواد شیمیایی به طور مداوم در حال رشد است. افزایش جمعیت، توسعه صنعتی و نوآوری‌های تکنولوژیکی از عوامل اصلی رشد این بازار هستند. صنایع مختلف از جمله داروسازی، کشاورزی، ساخت و ساز، الکترونیک و بسته‌بندی از بزرگ‌ترین مصرف‌کنندگان مواد شیمیایی هستند. به عنوان مثال، تقاضا برای مواد شیمیایی در صنعت داروسازی به دلیل افزایش نیاز به داروهای جدید و پیشرفته به طور پیوسته در حال افزایش است.

### تقسیم‌بندی بازار
بازار مواد شیمیایی به چندین بخش اصلی تقسیم می‌شود:
- مواد شیمیایی پایه: این مواد شامل محصولات شیمیایی اولیه مانند اسیدها، قلیاها، نمک‌ها و الکل‌ها هستند که به عنوان مواد اولیه در تولید بسیاری از محصولات استفاده می‌شوند.
- مواد شیمیایی تخصصی: این مواد شامل محصولات شیمیایی با کاربردهای خاص مانند افزودنی‌های غذایی، مواد آرایشی و بهداشتی، مواد شیمیایی کشاورزی و مواد شیمیایی مورد استفاده در صنعت داروسازی هستند.
- پلیمرها و پلاستیک‌ها: این بخش شامل تولید و فروش پلیمرهای مختلف مانند پلی‌اتیلن، پلی‌پروپیلن و PVC است که در صنایع بسته‌بندی، ساخت و ساز و خودروسازی کاربرد گسترده‌ای دارند.
- مواد شیمیایی صنعتی: شامل مواد شیمیایی مورد استفاده در فرایندهای صنعتی مانند حلال‌ها، روان‌کننده‌ها، رنگ‌ها و پوشش‌ها است.

### روندهای نوظهور
بازار مواد شیمیایی تحت تاثیر چندین روند نوظهور قرار دارد که برخی از مهم‌ترین آن‌ها عبارتند از:
- پایداری و محیط زیست: افزایش توجه به مسائل زیست‌محیطی و پایداری منجر به توسعه مواد شیمیایی سبز و فرآیندهای تولید پایدار شده است. شرکت‌ها به دنبال کاهش اثرات زیست‌محیطی محصولات خود هستند و این موضوع به یک مزیت رقابتی تبدیل شده است.
- نوآوری و تحقیق و توسعه: سرمایه‌گذاری در تحقیق و توسعه به منظور کشف مواد شیمیایی جدید و بهبود خواص و کاربردهای مواد موجود از اهمیت بالایی برخوردار است. نوآوری در این زمینه می‌تواند به ایجاد محصولات با کارایی بالاتر و هزینه‌های کمتر منجر شود.
- جهانی‌سازی: بازار مواد شیمیایی به شدت جهانی شده است و شرکت‌های بزرگ شیمیایی فعالیت‌های خود را در کشورهای مختلف گسترش داده‌اند. این روند باعث افزایش رقابت و همچنین فرصت‌های جدید برای تولید و توزیع مواد شیمیایی شده است.

### چالش‌ها و فرصت‌ها
بازار مواد شیمیایی با چالش‌هایی مانند نوسانات قیمت مواد اولیه، قوانین زیست‌محیطی سخت‌گیرانه و نیاز به سرمایه‌گذاری‌های بزرگ در تحقیق و توسعه مواجه است. با این حال، فرصت‌های زیادی نیز در این بازار وجود دارد، از جمله افزایش تقاضا برای مواد شیمیایی سبز، رشد بازارهای نوظهور و توسعه محصولات جدید و نوآورانه.
در نهایت، بازار مواد شیمیایی به عنوان یکی از ارکان اساسی صنایع مدرن، به طور پیوسته در حال تحول و رشد است و نقش حیاتی در بهبود کیفیت زندگی و پیشرفت تکنولوژیکی جوامع دارد.

### مرکز خرید بازار مواد شیمیایی در ایران
در ایران، مراکز خرید و بازارهای مواد شیمیایی به عنوان نقاط مهم تأمین مواد اولیه شیمیایی برای صنایع مختلف شناخته می‌شوند. بازارهای مهمی مانند بازار ناصر خسرو در تهران و شهرک‌های صنعتی اصفهان و مشهد از جمله مراکز اصلی عرضه مواد شیمیایی هستند. در این مراکز، واردکنندگان معتبر و تأمین‌کنندگان داخلی به فروش مواد اولیه شیمیایی می‌پردازند که در صنایع داروسازی، کشاورزی، نساجی، و پلاستیک‌سازی مورد استفاده قرار می‌گیرند. این بازارها با ارائه طیف گسترده‌ای از محصولات و مواد شیمیایی، از مواد پایه تا مواد شیمیایی تخصصی، نقش کلیدی در تأمین نیازهای صنعتی کشور ایفا می‌کنند و بستری مناسب برای خرید و فروش مواد اولیه شیمیایی فراهم می‌نمایند.